# Fulfordianthus pterobryoides
Fulfordianthus pterobryoides är en bladmossart som först beskrevs av Richard Spruce, och fick sitt nu gällande namn av Gradst.. Fulfordianthus pterobryoides ingår i släktet Fulfordianthus och familjen Lejeuneaceae. Inga underarter finns listade i Catalogue of Life.